# الأصغر ممادوف
الأصغر ممادوف (بالأذرية: Ələsgər Cəfər oğlu Məmmədov) (10 أكتوبر 1919 - 29 يناير 2000)، المعروف أيضًا باسم علي أصغر ممادوف أو علي أصغر محمدوف، كان مستشرقًا أذربيجانيًا وسوفييتيًا، ومستعربًا، وتربويًا، وعالمًا مشرفًا، ومتخصصًا في اللغتين الألمانية والعربية. ويعتبر مؤسس الدراسات العربية الحديثة في أذربيجان. كان ممادوف مطلوبًا لابتكاراته في المنهج التعليمي للغة العربية. كان معروفًا أيضًا بعمله كواحد من المترجمَين الأذربيجانيين في محاكمات نورنبيرغ لمجرمي الحرب النازيين بعد الحرب العالمية الثانية.